# Georg Braun (cartografo)
Georg Braun anche Brunus o Bruin (Colonia, 1541 – Colonia, 10 marzo 1622) è stato un cartografo tedesco.
Dal 1572 al 1617 ha curato l'opera Civitates orbis terrarum, che contiene 546 prospettive, viste a volo d'uccello e mappe delle città di tutto il mondo. È stato il redattore principale del lavoro: ha infatti acquisito le tavole, assunto gli artisti e scritto i testi.

## Biografia

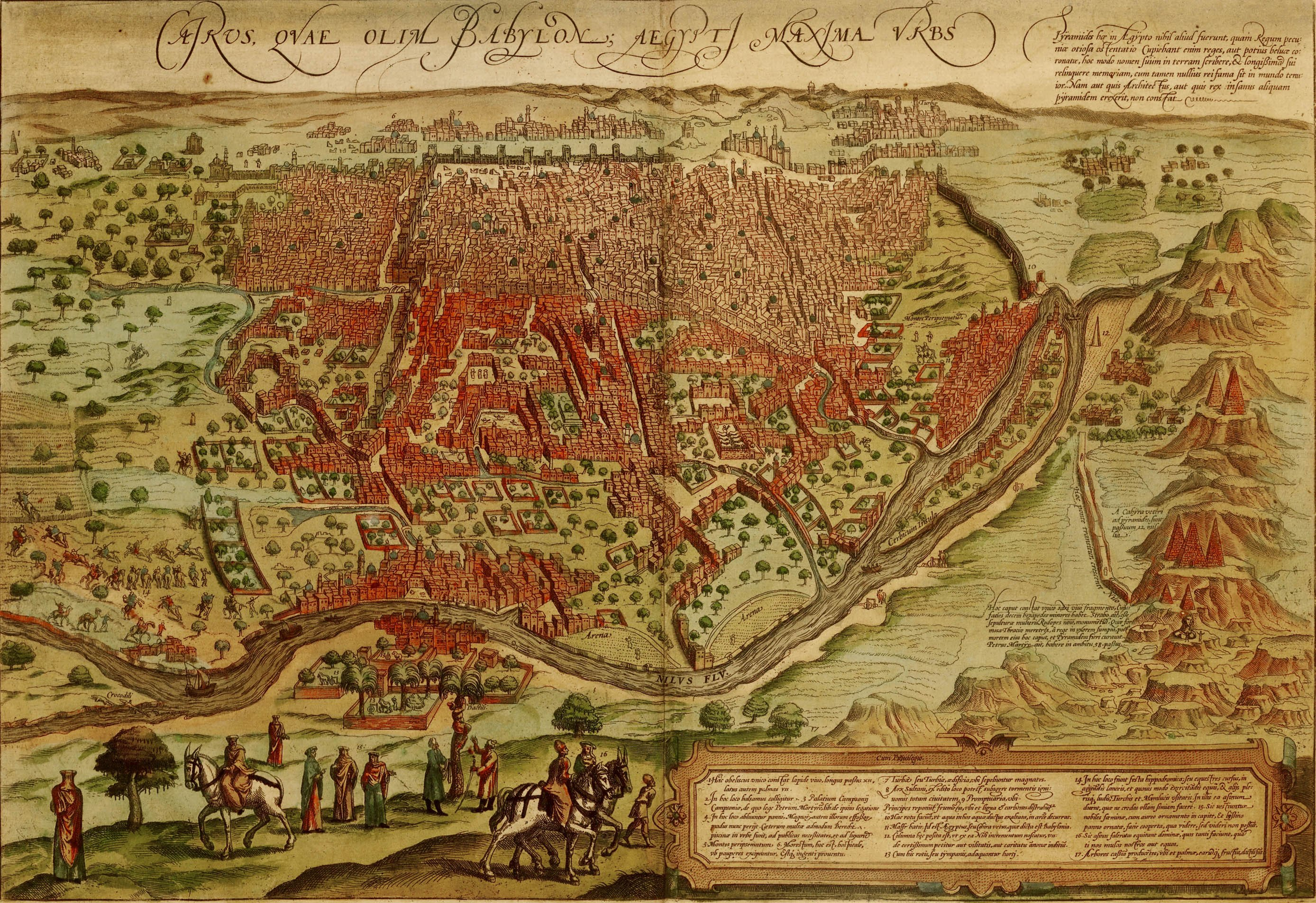
Il Cairo in Civitates orbis terrarum

Braun nacque e morì a Colonia. La sua professione principale era come chierico della Chiesa cattolica, trascorse però 37 anni come canonico e rettore della chiesa di Santa Maria Gradus, a Colonia. La sua opera in sei volumi Civitates orbis terrarum fu ispirata dalla Cosmographia di Sebastian Münster. Nella forma assomiglia a Theatrum Orbis Terrarum di Abraham Ortelius, pubblicata nel 1570. Come Ortelius era interessato a un lavoro complementare al Theatrum.
La pubblicazione di Braun fissò nuovi standard di cartografia che rimasero validi oltre 100 anni. Frans Hogenberg (1535-1590, da Mechelen) creò le tabelle per i volumi da I a IV  e Simon van den Neuwel quelle per i volumi V e VI. Altri partecipanti furono Joris Hoefnagel, Jacob Hoefnagel, il cartografo Daniel Freese e Heinrich Rantzau. Inoltre, vennero utilizzati opere di Jacob van Deventer, Sebastian Münster e Johannes Stumpf.
Nell'opera sono raffigurate principalmente le città europee, tuttavia sono incluse città extra-europee come Casablanca e Città del Messico/Cuzco, presenti nel volume I.